# Tellervo nigra
Tellervo nigra är en fjärilsart som beskrevs av Martin 1910. Tellervo nigra ingår i släktet Tellervo och familjen praktfjärilar. Inga underarter finns listade i Catalogue of Life.